# Ever Ever After
"Ever Ever After" là một bài hát do ca sĩ người Mỹ Carrie Underwood thể hiện. Viết bởi nhà soạn nhạc Alan Menken và người viết lời Stephen Schwartz, bài hát xuất hiện lần đầu tiên trong bộ phim của Disney, Enchanted (2007) và là bài hát thứ năm trong album nhạc phim. Là một bản ballad và country pop có tempo trung bình, "Ever Ever After" diễn tả những trải nghiệm truyền thống gắn liền với những câu chuyện cổ tích, như việc tìm kiếm một tình yêu đích thực và sống hạnh phúc mãi mãi về sau.
"Ever Ever After" được Menken và Schwartz viết để thay thế cho một bản song ca của hai diễn viên người Mỹ Idina Menzel và James Marsden ban đầu định sẽ đưa vào phần dẫn chuyện ở cuối phim. "Ever Ever After" xuất hiện ở phần nền ngay sau cao trào của bộ phim. Phần lớn các nhà phê bình âm nhạc đánh giá bài hát với thái độ nhiệt tình, khen ngợi giai điệu dễ nhớ, dễ thuộc và chất giọng của Underwood.

## Bối cảnh
Các bài hát xuất hiện trong phim Enchanted được sử dụng làm công cụ dẫn dắt cốt truyện, diễn biến từ từ và hiện đại hoá dần về mặt phong cách, chủ đề và chất liệu cho tới khi phim kết thúc, tiến triển từ một bài hát nhạc kịch truyền thống hay một bản nhạc nền thường thấy ở Broadway sang một phong cách hiện đại hơn. Với bài hát cuối cùng xuất hiện trong phim, nhà soạn nhạc Alan Menken miêu tả "Ever Ever After" là bài hát hiện đại nhất trong Enchanted. Nữ diễn viên và ca sĩ Amy Adams, người đóng vai nhân vật nữ chính Giselle, bình luận, "chúng tôi kết thúc với bài hát 'Ever Ever After' của Carrie Underwood, vốn là một bản ballad và rock đồng quê. Và thế là phần âm nhạc cứ thế tiến triển và hiện đại dần lên suốt bộ phim".
"Ever Ever After" là bài hát cuối cùng viết cho Enchanted. Ban đầu, một bài hát với phong cách Disney truyền thống có tên gọi "Enchanted", do Ashman và Schwartz biên soạn, định sẽ do nữ diễn viên và ca sĩ ở Broadway người Mỹ Idina Menzel, người đảm nhiệm vai diễn Nancy Tremaine, và nam diễn viên người Mỹ James Marsden, người đóng vai Hoàng tử Edward, thể hiện.  Tuy nhiên, các nhà làm phim cho rằng bản song ca này sẽ làm chậm nhịp độ của phim đi. Menken giải thích, "thật sự sẽ cực kỳ khó khăn nếu ở cuối trò chơi chúng ta lại truyền tải loại bài hát này." Thay vào đó, họ quyết định sẽ thay thế nó với bài hát "Ever Ever After" do ca sĩ nhạc đồng quê người Mỹ ở phần nền.

## Chất liệu
"Ever Ever After" là một bản ballad đồng quê , theo như miêu tả của nhà viết lời bài hát Stephen Schwartz thì đây là "một bài hát pop hiện đại và trưởng thành". Bài hát này cũng có một chút chất liệu rock đồng quê. Theo trang Musicnotes.com, "Ever Ever After" là một bài hát có tempo trung bình viết ở nhịp 4/4, giọng Son trưởng với tempo trung bình đạt 112 nhịp/phút. Giọng ca của Underwood mạnh mẽ nằm ở giữa hai quãng tám, từ nốt thấp là G3 tới nốt cao là E♭5. Các nhạc cụ sử dụng bao gồm đàn guitar và  piano, cùng với sự kết hợp giữa giọng hát chính và các giọng hát ở nền. Lời bài hát được viết bởi Schwartz, bắt đầu với "Storybook endings, fairy tales coming true" (Kết thúc những cuốn sách, mọi truyện cổ tích đều trở thành hiện thực).

## Phản hồi từ giới chuyên môn
"Ever Ever After" đã được giới phê bình âm nhạc đón nhận tích cực. Phóng viên Joy Piedmont của báo Entertainment Weekly miêu tả bài hát này rất "dễ nhớ, dễ đi vào lòng người". Anh cũng ca ngợi phần biểu diễn và giọng ca của Underwood, viết rằng, "cô ấy hát nghe thật tuyệt." Jacqueline Rupp của tờ Common Sense Media viết, "Bản power ballad của Carrie Underwood, 'Ever Ever After' sẽ được đón nhận rộng rãi và phù hợp với mọi lứa tuổi.". Allmusic bình luận, "Carrie Underwood đã độc chiếm buổi biểu diễn với chất pop mê ly". Nhà phê bình của   Amazon.com, Elisabeth Vincentelli viết, "Carrie Underwood đã gọi chúng ta trở lại với thế kỉ 21 qua single 'Ever Ever After'".

## Bảng xếp hạng
| Bảng xếp hạng (2008)               | Vị trí cao nhất |
| ---------------------------------- | --------------- |
| Hoa Kỳ Country Airplay (Billboard) | 61              |